# یاماها آر-۳
یاماها آر-۳ (به انگلیسی: Yamaha YZF-R3) یک موتورسیکلت ژاپنی با انجین ۳۲۱ سی‌سی دوسیلندر با قدرت ۴۲ اسب بخار که در سال ۲۰۱۵ توسط کمپانی یاماها معرفی شد.